# フッ化パラジウム(II)
フッ化パラジウム(II)(Palladium(II) fluoride)は、パラジウムとフッ素からなる無機化合物で、化学式はPdF2である。

## 合成
フッ化パラジウム(II,IV)(PdII[PdIVF6])を四フッ化セレン(SeF4)と還流することにより合成される。
Pd[PdF6] + SeF4 → 2PdF2 + SeF6

## 構造と常磁性
より軽い同族元素のフッ化ニッケル(II)と同様に、フッ化パラジウム(II)は、t62g e2gの電子配置を持つ八面体配位のパラジウムを含む、金紅石型の結晶構造を持つ。この電子配置のため、パラジウムのeg対称軌道の各々に1つずつ、2つの不対電子が存在し、フッ化パラジウム(II)は常磁性を持つ。

## 応用
フッ化パラジウム(II)は、酸素に対する反応性のため酸化パラジウムが適さない場合に赤外線光学センサに用いられる不溶性粉末である。